# Noordland (archipel)

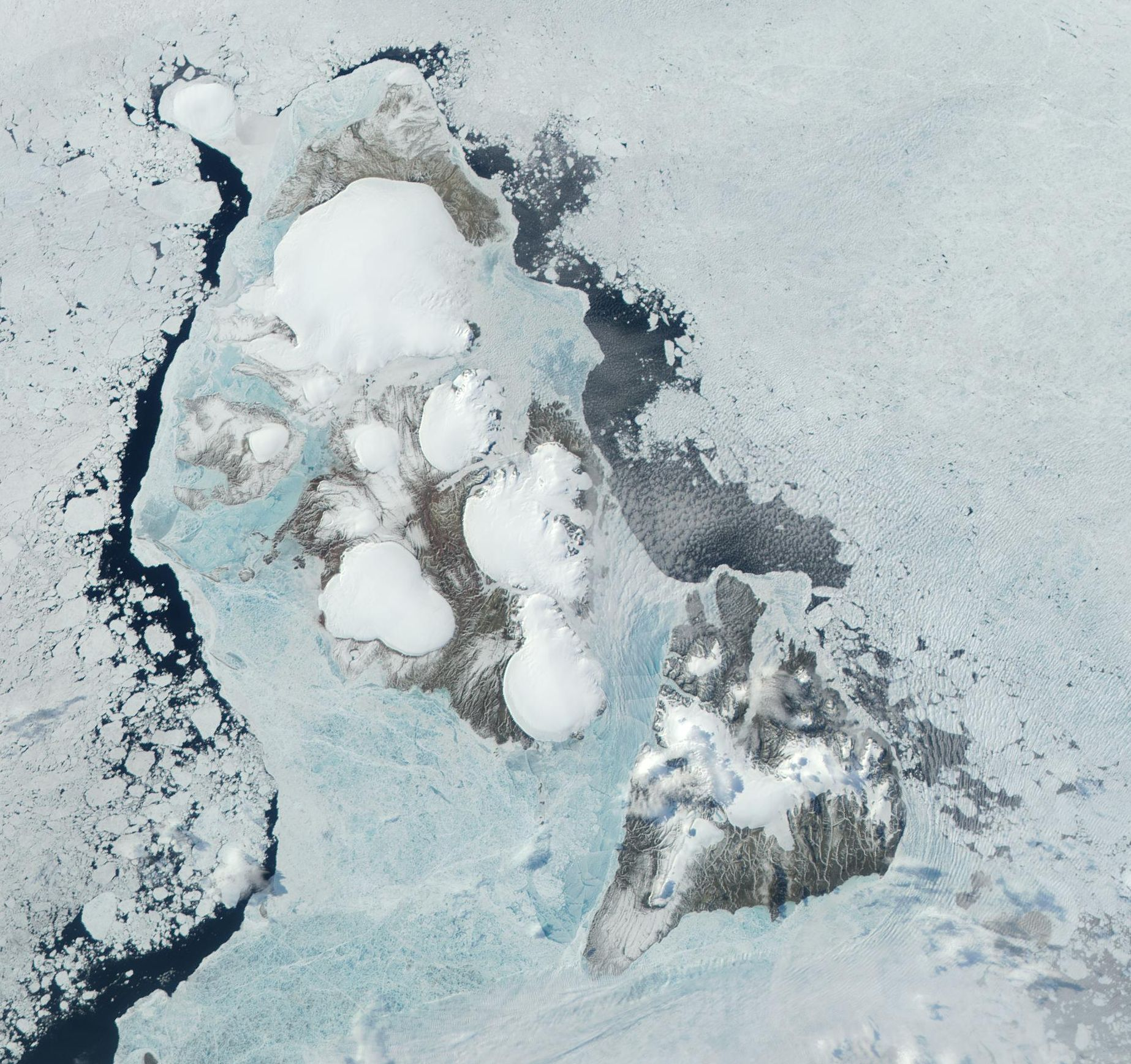
Satellietafbeelding van de Noordlandarchipel (ingesloten door pakijs)

Noordland of Noordlandeilanden (Russisch: Северная Земля; Severnaja Zemlja; "Noordelijk Land"), tot 1926 Nicolaas II-land (Russisch: Земля Николая II; Zemlja Nikolaja II) genoemd, is een archipel in de Noordelijke IJszee, tussen de Karazee in het westen en de Laptevzee in het oosten en door de Straat Vilkitski gescheiden van het schiereiland Tajmyr op het vasteland van Midden-Siberië. De archipel bestaat uit de vier grote eilanden en een zeventigtal kleinere eilanden, die tezamen een oppervlakte hebben van ongeveer 37.000 km² (iets groter dan België). Bestuurlijk gezien vormen ze onderdeel van het enorme gemeentelijke district Tajmyrski van de Russische kraj Krasnojarsk.

## Geografie
Noordland ligt op 55 kilometer ten noorden van Kaap Tsjeljoeskin op het vasteland. De grootste eilanden zijn Oktoberrevolutie (14.204 km²) in het midden, Bolsjevik (11.206 km²) in het zuiden, Komsomolets (8812 km²) in het noorden en Pionier (1527 km²) in westen. Aan noordwestzijde van Komsomolets bevindt zich het eiland Schmidt (467 km²) en ten zuidoosten van Bolsjevik bevinden zich de eilanden Klein-Tajmyr (232 km²) en Starokadomski (110 km²). Aan westzijde van de archipel, ten zuidwesten van Pionier ligt de Sedov-archipel, waar zich sinds de jaren 1990 de enige menselijke bewoning bevindt. Ten zuiden van deze archipel ligt het eiland Samojlovitsj en ten zuiden van Oktoberrevolutie de Rode Vlooteilanden. Op Komsomolets bevindt zich het noordelijkste punt van Azië, de Arctische Kaap.
De archipel vormt onderdeel van dezelfde geologische structuur als het schiereiland Tajmyr en bestaat uit een mengeling van sedimentaire gesteenten (zandsteen, schist, mergel, kalksteen en dolomiet), metamorfe en stollingsgesteenten (dolerieten en granieten).
De eilanden zijn deels plateauvormig (het eiland Bolsjevik), deels heuvelachtig (Pionier) en hebben deels het karakter van laaggebergte. De vlakten zijn deels hooggelegen (Oktoberrevolutie; tot 200 meter) en deels laaggelegen (Komsomolets). In de kustgebieden bevinden zich terrasvormige lage vlakten, die langzaam aflopen naar zee, waarbij ze aan de kust landtongen, zandbanken en lagunes vormen met zand- en kiezelbodems. De permafrost start op een diepte van 15 cm. De noordoostelijke kusten van de eilanden lopen op veel plekken steil af in zee, soms tot meer dan 300 meter. De zuidwestelijke kusten zijn laag en worden met name gevormd door nieuwe zeeafzettingen. Talloze grotere en kleinere baaien, bochten en fjorden dringen tot soms diep het land in. De slingerende kusten tellen vele kusteilanden, met name rond Oktoberrevolutie.
De eilanden zijn sterk vergletsjerd; ongeveer 17.472 km² van de ongeveer 37.000 km² is bedekt met ijs. Schmidt is bijna volledig overdekt met een ijskap, op Oktoberrevolutie bevinden zich vijf grote ijskappen, op Bolsjevik ligt de grote Leningradgletsjer en ook de andere eilanden zijn veelal deels met ijskappen en gletsjers bedekt, die soms tot 600 à 800 meter boven de zee uitsteken. De hoogste piek is de Karpinski (962 meter) op Oktoberrevolutie. Aan zeezijde lopen sommige gletsjers door tot ver onder de waterspiegel.
De smeltwateren van de gletsjers vormen de bron voor een aantal kleine eilandriviertjes, die lengtes tot 90 à 100 kilometer bereiken (de Oesjakova en Ozjornaja). De grootste meren bereiken een diepte tot 100 meter en worden veroorzaakt door de afsperring door gletsjertongen die de mondingen van baaien en fjorden versperren.

### Klimaat
De eilanden liggen in de zone van het poolklimaat en het toendraklimaat, met korte koude zomers en lange strenge winters. Het is er koud en droog en meestal dichtbewolkt. De gemiddelde jaartemperatuur bedraagt -16°C. In januari ligt de gemiddelde temperatuur tussen de -28 en -30°C (absoluut minimum bij het poolstation op Golomjanny: -49,1°C in januari 1951). De temperatuur schommelt in de wintermaanden echter sterk als gevolg van het overtrekken van lagedrukgebieden vanuit de Noordelijke Atlantische Oceaan over de Noordelijke IJszee, die neerslag en hogere temperaturen met zich mee brengen. In de winter komen ook vele sneeuwstormen en krachtige winden (tot 40 m/sec.) voor. In de zomer schommelen de temperaturen meestal rond het vriespunt met gemiddeld +0,5 tot 1,6°C in juli. Hogere temperaturen tot een maximum van +6,2°C komen echter ook voor als gevolg van het overtrekken van warme luchtmassa's vanuit Siberië (absoluut maximum +13,3°C in juli 1965). De zomer wordt verder gekenmerkt door het veelvuldig voorkomen van mist.
Samen met het ongeveer 1000 kilometer westelijker gelegen dubbeleiland Nova Zembla sluit Noordland de Karazee in, waarin een groot aantal rivieren, waaronder de Ob en de Jenisej uitkomen. Hierdoor is de neerslag hoger dan op grond van de hoge breedtegraadligging kan worden verwacht. De gemiddelde jaarlijks neerslag varieert van 150 tot 200 mm aan zee tot 400 tot 450 mm aan de toppen van de gletsjers. De meeste neerslag valt aan noordwestzijde van de archipel, hetgeen terugkomt in de ijsbedekking, die het zuidoostelijk gelegen Bolsjevik voor ongeveer 30% bedekt en het noordwestelijk gelegen Komsomolets voor 65%. De eerder genoemde lagedrukgebieden komen met name voor in september en oktober, wanneer ongeveer 30% van de jaarlijkse neerslag valt. Ook in de zomer valt er niet zelden sneeuw door de lage temperaturen.

## Flora en fauna
Noordland bestaat grotendeels uit poolwoestijn met in de kustvlakten wat toendra. Door het strenge klimaat is het aantal plant- en diersoorten beperkt. Op de zuidelijke eilanden groeien in de kustvlakten mossen (Bryum, Detrichum, Dicranum, Orthothecium, Pogonatum, Sanionia en Tortura), korstmossen (Cetraria, Cornicularia, Lecidea, Ochrolechia, Parmelia en Thamnolia), steenbreek, zilverkruid, Cerastium en vergeet-mij-nietje.
Deze schaarse begroeiing zorgt ervoor dat er ook dieren kunnen leven, zoals in de kustregio van Bolsjevik, waar kleine kuddes wilde rendieren voorkomen. Het meest aangetroffen zoogdier is echter de (echte) halsbandlemming (Dicrostonyx torquatus), die op alle eilanden voorkomt en op sommige plekken een dichtheid bereikt van meer dan 500 per km². De grootste aantallen lemmingen worden aangetroffen aan de zuidelijke randen van verhogingen in het landschap. De poolvos dwaalt ook rond op de eilanden; in de jaren 1980 werden er enkele honderden waargenomen. Andere zoogdiersoorten die er soms worden waargenomen zijn de wolf (Canis lupus), hermelijn (Mustela erminea) en de poolhaas (Lepus arcticus). Ook zwerven er ijsberen rond, wier habitat nauw verbonden is met de zee en het drijfijs.
Uit vogelobservaties tussen 1985 en 1994 zijn 32 soorten op de eilanden vastgesteld, waarvan 17 er broedden. Aan de oostelijke steile kusten van de archipel bevinden zich een aantal vogelkolonies. De meest wijdverspreide vogelsoorten die werden aangetroffen zijn de kolonie-zeevogels kleine alk (Alle alle), drieteenmeeuw (Rissa tridactyla), zwarte zeekoet (Cepphus grylle), ivoormeeuw (Pagophila eburnea) en grote burgemeester (Larus hyperboreus) en de toendravogels sneeuwgors (Plectrophenax nivalis), paarse strandloper (Calidris maritima) en rotgans (Branta bernicla). In jaren met veel lemmingen komen er ook sneeuwuilen (Bubo scandiacus) voor.
In de wateren rondom Noordland komen ringelrobben, zadelrobben, walrussen en witte dolfijnen voor.

## Geschiedenis
Lange tijd werd reeds gedacht dat zich een landmassa op de plek van Noordland moest bevinden. Op oude kaarten komen werelden met fantastische afbeeldingen voor, maar de eerste die de aanwezigheid van een land ten noorden van Midden-Siberië voorspelde was Michail Lomonosov in 1763. Mogelijk hadden Russische schepen al eerder het land gezien, maar hiervan resteren geen bronnen. Tochten naar het afgelegen gebied waren echter zeer moeilijk en het zou nog een lange tijd duren alvorens de eerste Rus er voet aan land zou zetten, al werd Kaap Tsjeljoeskin al in 1742 aangedaan. In de 19e eeuw werden diverse tochten ondernomen om een Noordoostelijke Doorvaart te vinden, waarbij soms een grote landmassa werd gemeld op deze plek. De bekendste hiervan is die van Matvej Gedensjtrom en Jakov Sannikov in 1810, tijdens hun tochten vanaf Nieuw-Siberië. In 1869 maakte ene P. Tretjakov, die lange tijd verbleef in regio rond Toeroechansk, er melding van dat er meerdere verhalen werden verteld over een land ten noorden van de kust, waar poolvossen en ijsberen ronddwaalden. Ook Nordenskiöld ontdekte het gebied niet, ondanks het feit dat hij de Straat Vilkitski doorkruiste naar het oosten. Wel merkte hij op dat er vogels vanuit het noorden overvlogen en hij was er daarom vast van overtuigd dat zich land ten noorden van hem bevond. In 1882 poogde een van zijn bemanningsleden, de Deen Andreas Peter Hovgaard op het schip de Dijmphna mede het hypothetische gebied te bereiken, maar hij strandde aan de ingang van de Karazee (samen met de Nederlandse expeditie van Maurits Snellen op de later gezonken Varna). Nansen (op de Fram) miste het gebied eveneens in 1893, evenals Toll (op de Zarja) in 1901, al maakte de laatste uit de overvliegende vogels echter wel net zoals Nordenskiöld op dat er land moest zijn ten noorden van Tajmyr.

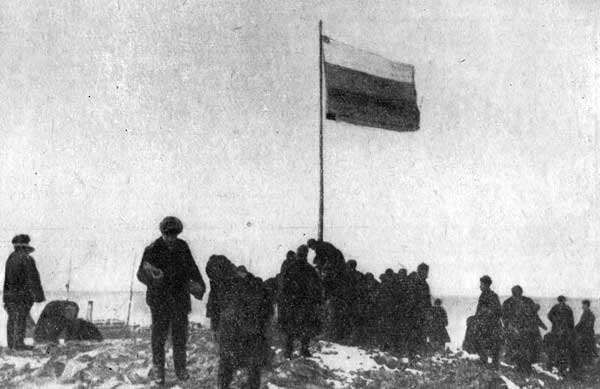
Het expeditieteam van Vilkitski plant de Russische vlag op Noordland in 1913

In 1910 startte echter de private expeditie van Boris Vilkitski op de ijsbrekers Vajgatsj en Tajmyr, die begon aan het gedetailleerd in kaart brengen van de hele kust vanaf de Beringstraat tot aan de Barentszzee. In 1913 bereikte het gezelschap het eiland Klein-Tajmyr, na noordwaarts te zijn gevaren vanaf Kaap Tsjeljoeskin. Vandaaruit volgden beide schepen de kusten in de richting van het noordwesten en op 3 september doemde de kust op van een grote landmassa. De bemanning ging aan land bij Kaap Berg (op 80° 1′ 31″ NB, 99° 21′ 39″ OL; ten oosten van de Matoesevitsjfjord in het noordoosten van Oktoberrevolutie) en plantte er de Russische vlag. Vanwege de intredende winter en omdat ze niet wilden overwinteren in de open zee voeren beide schepen daarna weer naar het zuiden en ontdekten op de terugweg het eiland Starokadomski. Het gezelschap wist door het oprukkende pakijs niet door de Straat Vilkitski te komen en keerde daarop terug naar Vladivostok. De verdwenen Russische geoloog Vladimir Roesanov bezocht Noordland waarschijnlijk in hetzelfde jaar, daar in 1947 overblijfselen van eigendommen van Roesanov werden gevonden op een van de eilanden. Het jaar erop voeren de Tajmyr en de Vajgatsj opnieuw naar Kaap Tsjeljoeskin en brachten de kusten van de Straat Vilkitski in kaart. De tochten van Vilkitski zorgden voor een sensatie binnen de geografische wereld. In 1919 poogde Amundsen tijdens zijn overwintering op Kaap Tsjeljoeskin zonder succes Noordland te bereiken.
In mei 1928 vloog Umberto Nobile (met zijn luchtschip N2 'Italia') over de poolzee met de bedoeling Noordland te fotograferen en er 5 of 6 mensen neer te laten om er onderzoek te verrichten, maar door slecht weer was het luchtschip tot tweemaal toe (op 10 en 15 mei) genoodzaakt om terug te keren alvorens men het gebied had bereikt.
Tussen 1930 en 1933 werden meerdere expedities ondernomen om de archipel verder te onderzoeken en in kaart te brengen, waarvan die van Nikolaj Oervantsev, Georgi Oesjakov, Sergej Zjoeravljov en Vasili Chodov het bekendst was. Hun team bracht twee jaar door op een door hen opgericht poolstation op het eiland Domasjni van de Sedov-archipel, tijdens dewelke ze onder andere de eilanden opmaten, de diepten rond de kusten en van het land peilden en het grootste deel van de eilanden hun huidige namen gaven. Ze waren echter nog niet goed en wel begonnen toen in 1931 het luchtschip LZ127 "Graf Zeppelin" over de poolzee voer en in slechts enkele dagen een bijna volledige meting wist te verrichten van de landmassa's tussen de 40e en 110e oosterlengtegraad; van Frans Jozefland tot aan Noordland. Tijdens deze reis werden een half duizend eilanden ontdekt, een aantal andere van de kaart gestreken en een van de laatste witte vlekken van de wereldkaart ingevuld. Tijdens deze expeditie werd ook duidelijk dat Noordland niet een eiland vormde, maar uit ten minste twee eilanden bestond. Oervantsev en zijn team wisten uiteindelijk alle eilanden te onderscheiden en maakten de eerste gedetailleerde topografische kaart van het gebied.
Verder wetenschappelijk onderzoek werd tussen 1948 en 1954 verricht door een team van wetenschappers van het wetenschappelijk Onderzoeksinstituut voor Arctische Geologie (NIIGA) uit Leningrad onder leiding van B. Jegiazarov, die een uitgebreide geologische kaart opstelde van de archipel.
In de jaren 1950 werd een hele reeks poolstations op de eilanden geplaatst, alsook een vooruitgeschoven vliegveld (ICAO: UODS) voor bommenwerpers (op het eiland Sredni van de Sedov-archipel). In de jaren 1990 verdwenen de meeste ervan echter weer. Alleen op Golomjanny (in de Sedov-archipel) bevindt zich nog een poolstation. Sredni bevat de enige grenspost van de FSB. Het vliegveld wordt nu vooral in de lente gebruikt voor buitenlandse toeristen die de archipel als springplank gebruiken voor tochten naar de noordpool.

### Naam
De bemanning van de expeditie van 1913 vernoemde de archipel, die toen nog grotendeels voor een eiland werd aangezien (alleen Klein-Tajmyr en Starokadomski werden onderscheiden) naar de beginletters van beide ijsbrekers; Vajtaj. De Russische ministerraad nam echter op 10 (23) januari oekaze nr. 14 aan waarmee het werd hernoemd tot Nicolaas II-land. Over wie het initiatief tot deze naamswijziging nam bestaat discussie. Vilkitski stond achter deze beslissing en schreef later in 1934 dat hij de latere naamswijziging door de Sovjet-Unie maar niks vond. Op 11 januari 1926 nam het presidium van het Heel-Russisch Centraal Uitvoerend Comité namelijk het besluit om de naam Severnaja Zemlja (Noordland) aan de archipel te geven. In 2005 werd een poging ondernomen om de archipel haar oude naam Nicolaas II-land terug te geven en de eilanden te hernoemen naar de kinderen van Nicolaas II, hetgeen met name was ingegeven door de tot 'strastoterptsy' (heiligen) verklaring van de familie van de laatste Russische tsaar door de Russisch-orthodoxe Kerk. Nadat aanvankelijk de autonome okroeg Tajmyr akkoord leek in 2006, werd het echter in 2007 na de opheffing van Tajmyr als autonome okroeg weggestemd in de Raad van Afgevaardigden van de kraj Krasnojarsk.

## Trivia
- In het boek Dva kapitana ("twee kapiteins") van Veniamin Kaverin wordt de ontdekking van Noordland beschreven.
- Noordland wordt genoemd als 'Severnaya' als zijnde de locatie van de fictieve Russische satellietcontrolebasis 'Severnaya' in de James Bondfilm GoldenEye. In de film wordt het echter getoond als een bebost gebied, wat onmogelijk is daar er alleen toendravegetatie voorkomt. De locatie wordt in de film ook niet weergegeven ten noorden van Siberië maar in Centraal-Siberië.